# ダブルベッド (テレビ番組)
『ダブルベッド SEVEN DAY LOVER』（ダブルベッド セブンデイラヴァー）は、TBSテレビで2019年10月24日から2020年3月26日まで毎週木曜23:56 - 翌0:55（JST、木曜『テッペン!』枠）に放送されていたバラエティ番組である。

## 概要
初対面の男女があるマンションの一室で7日間同棲する様子を見届けるドラマティックドキュメンタリー。トイレを除く全ての場所にカメラがある環境のもと、たった2人の男女はどう振る舞うのか、その様子を余すところなく記録していく。リビング、ダイニングほか、広々とした生活空間が用意されているが恋人ではない2人が眠りにつく寝室には、ダブルベッドがひとつ。夜な夜な同じベッドで眠る男女は7日目の別れの時をどう迎えるのか…。2人の刻々と変わっていく関係の行方は!?

## 出演者

### スタジオキャスト
- 吉村崇（平成ノブシコブシ）
- 犬飼貴丈
- 小杉竜一(ブラックマヨネーズ)

### 過去の出演者
- 徳井義実(チュートリアル)
- ケンドーコバヤシ

## Episode1
出演者：犬飼貴丈、ロン・モンロウ　
[#1]：【Episode1スタート】同棲する部屋に先に到着した犬飼。
リビングに入ると、まず視界に飛び込んできた素晴らしい夜景に見とれ、部屋中を見渡すと至る所に洒落た家具が並んでおり、その雰囲気にたじろぐ。
そして、いざダブルベッドある寝室に入ると、ベッドを凝視して固まる犬飼。
緊張の面持ちの中、部屋で待っていると玄関のチャイムが鳴り、ついにお相手の女性と対面する―。果たして、７日間同棲するその女性とは一体誰なのか…？
　
[#2]：2日目の早朝。携帯電話のアラームが鳴る。彼女を起こさないようそっとベッドから抜け出した犬飼は、部屋を出て仕事へ向かう。その後、独りとなったベッドでロンも目覚める。はたして今日は一日部屋で1人なのか。それとも…。
[#3]：#1&#2ダイジェスト
[#4]：4日目。今日はドライブデートへ。目的地は箱根。初めて一緒にデートをする二人。天気はあいにくだが、果たしてどんな一日になるのか。
[#5]：5日目の朝。犬飼は先に起きて仕事へ向かう。しばらくして目覚めたロンは家事をこなした後、友人を同棲中の部屋に呼ぶことに。部屋に招いた友人に犬飼との同棲の事を話すロン。その友人と話すうち、この生活があと3日で終わってしまう事に気づき急に寂しさを感じ始める。すると友人からもっと積極的になるようアドバイスされるのだった。
一方、犬飼も雑誌の撮影現場でスタッフにロンとの同棲生活を語る…。
そして迎えた5日目の夜。果たして二人はどう過ごすのか。
[#6]：【Episode1最終回】ついに迎えた最後の夜、犬飼とロンは屋形船に乗ることに。
レインボーブリッジなど東京湾の素晴らしい夜景を眺めながら、この同棲生活を振り返る2人…。
はたして同棲生活最後の一夜を2人はどう過ごすのか。

## Episode2
出演者：井口綾子、バッドナイス常田
[#7]：【Episode2スタート】新たな2人の新しい生活がはじまる。入居するのは井口綾子、そしてその相手となる男性は…。
外泊禁止の家庭で育ったという井口。男性のとある一言で表情が曇りだし…。
そして吉村崇、犬飼貴丈に新たなゲストを加え、待望のスタジオ復活！
[#8]：二日目の朝、男性と一つのベッドで寝た緊張感からか、先に目覚めてしまった井口。
昨晩決めた通り、今夜は仕事の井口を常田が仕事場に迎えに行き、部屋で一緒に夕飯を作ることに。
迎えに来てくれることを喜んでいた井口だが、果たして…。
[#9]：三日目。井口の仕事終わりに待ち合わせ、２人で居酒屋に。
昨晩、自分の発言がきっかけで井口から拒絶されてしまった常田だが、果たして挽回することはできるのか…。
[#10]：井口の幼馴染が帰った後、ピザのデリバリーを頼んで食べることにした二人。
ピザを食べながら、明日は「東京ドイツ村」にピクニックに行こうと決める。
井口の幼馴染からアドバイスを受けた常田は果たしてどんな行動をとるのか…？
[#11]：【Episode2最終回】6日目の朝。二人は今まで過ごした部屋の掃除をすることに。
この一週間を振り返り、同棲生活の終わりが近づいていることを感じながら部屋をきれいにする井口と常田。
その夜、井口の仕事終わりに東京タワーで待ち合わせをしてタワーの電気が消える瞬間を見ることに。
二人で過ごす最後の夜。そこで常田は井口に…。

## Episode3
出演者：山本ソニア、武田航平　
[#12]：【Episode3スタート】新たな2人の新しい生活がはじまる。
入居するのはフランス育ちの社長令嬢、そして男性は東京下町育ちの俳優…。
育った環境が全く異なるふたり…物語の行方は？
[#13]：同棲2日目の夜、ソニア行きつけの焼き鳥屋へ出かけたふたり。
ソニアは、翌朝にフランス帰りの父親がマンションを訪ねてくることを告げる。
急遽、同棲相手の父と面会。表情が強張る武田は…。
[#14]：3日目の夜、2人はドライブデートへ。
夜景を見ながら武田はソニアにある提案をする。
そして帰り際、ソニアが武田に手を差し出し、2人は初めて手をつなぐ。
その時の武田の反応は…。　　
[#15]：約束していた温泉での一泊旅行当日。
宿の食事に温泉、卓球と笑顔の絶えないふたり。
その夜、布団に入るもなかなか寝付けないソニア。
「落ち着くまで、手握っててくれない…？」
そうささやく彼女に武田は……
[#16]：【Episode3最終回】6日目。2人は伊豆ぐらんぱる公園へ。
朝食時の本音トークを経ても明るく楽しむ武田とソニア。
その夜、マンションに帰ってきた2人はこの一週間を振り返って語り合う。
同棲生活最後の夜。果たして互いの胸中は…。

## Episode4
出演者：林家たま平、わちみなみ
[#17]：【Episode4スタート】新たな同棲生活がスタート。
入居したのは落語家・林家たま平。そして福岡出身のある美人タレント。
初日、初対面の女性との同棲生活に緊張してドギマギするたま平。
自身も緊張しているものの、明るくふるまう女性タレント。
果たして2人の7日間の行方は…。
[#18]：2日目の朝。起床後、2人でストレッチをすることに。わちに終始リードされながらストレッチを終えたたま平。
その日の午後、わちは友人とカフェに出かける。
たま平の印象を「優しいし、可愛い弟タイプ。だけどこのままだったら少し頼りなさを感じるかも。」と友人に語るわち。
その晩、マンションに戻ったわちはたま平にその思いを切り出すが…。
[#19]：大阪での独演会前、たま平は楽屋でわちからのプレゼントを開ける。
中には自分の名前が刺繍の入ったハンカチが。そして手紙も入っており、思わず笑みがこぼれるたま平。
無事に独演会を終えた翌日、2人は約束していたドライブデートへ。
水族館を楽しんだ後、夕暮れの海辺を散歩する2人。その時、たま平はわちの手を握るが…。
[#20]：湘南デートからマンションに帰宅した2人。
就寝前、たま平がベッドに入るとわちから「めっちゃ勇気振り絞って手つなぎました！みたいな…」といじられる。
「あの時はテンパってた。」と恥ずかしがるたま平。だが、次のデートでもまた手をつないでもいいか、わちに尋ねる。
わちも「いいよ。」と返事をし、また手をつなぐ約束をする。
翌日、たま平が次のデートは自分の地元へ一緒にバングルを作りに行こうと提案。
その晩、「（手をつなぐ）練習してみる？」 たま平の一言がきっかけで2人は手をつないで寝ることに…。
[#21]：【Episode4、ダブルベッド最終回】
バングル作りのあと、先にマンションへ帰ってきたわちは、まだ帰宅していないたま平のために風呂にお湯を張り、浴室を飾りつける。そこにはこの一週間を振り返ったわちからたま平へのメッセージも添えられていた。
それをたま平の反応は…。そして共に過ごす最後の夜を果たして2人はどう過ごすのか。

## 放送日時
| Episode  | 放送期間                      | 放送回数           |
| -------- | ----------------------------- | ------------------ |
| Episode1 | 2019年10月24日 - 11月28日     | 全6回 (#3は総集編) |
| Episode2 | 2019年12月5日 - 2020年1月16日 | 全5回              |
| Episode3 | 2020年1月23日 - 2月20日       | 全5回              |
| Episode4 | 2020年2月27日 - 3月26日       | 全5回              |

## ネット局
| 放送対象地域   | 放送局                | 系列    | 放送日時            | 放送期間                       | ネット状況 |
| -------------- | --------------------- | ------- | ------------------- | ------------------------------ | ---------- |
| 関東広域圏     | TBSテレビ（TBS）      | TBS系列 | 木曜 23:56 - 翌0:55 | 2019年10月24日 - 2020年3月26日 | 制作局     |
| 北海道         | 北海道放送（HBC）     | TBS系列 | 木曜 23:56 - 翌0:55 | 2019年10月24日 - 2020年3月26日 | 同時ネット |
| 岩手県         | IBC岩手放送（IBC）    | TBS系列 | 木曜 23:56 - 翌0:55 | 2019年10月24日 - 2020年3月26日 | 同時ネット |
| 宮城県         | 東北放送（tbc）       | TBS系列 | 木曜 23:56 - 翌0:55 | 2019年10月24日 - 2020年3月26日 | 同時ネット |
| 福島県         | テレビユー福島（TUF） | TBS系列 | 木曜 23:56 - 翌0:55 | 2019年10月24日 - 2020年3月26日 | 同時ネット |
| 岡山県・香川県 | RSK山陽放送（RSK）    | TBS系列 | 木曜 23:56 - 翌0:55 | 2019年10月24日 - 2020年3月26日 | 同時ネット |
| 福岡県         | RKB毎日放送（rkb）    | TBS系列 | 木曜 23:56 - 翌0:55 | 2019年10月24日 - 2020年3月26日 | 同時ネット |

過去のネット局
- 新潟放送（BSN、新潟県）2019年11月6日より、遅れネットで水曜 23:56 - 翌0:55に放送していたが、2020年3月12日（Episode 3[#16]）で打ち切り。

## スタッフ
- 撮影：吉原輝久、佐藤友孝
- VE：富田祐介
- 音声：廣岡豊
- 照明：尾山隆之
- 美術プロデューサー：櫻場千尋、滋田由布子
- 装飾：酒井千裕
- 大道具：和田修吾
- 電飾：佐藤勉
- アクリル装飾：松本健
- ヘアメイク：Shuco
- スタイリスト：市野沢祐夫
- タイトルデザイン：DELICOUS COMPANY
- オフライン編集：宮入遥、西本隆洋
- 編集：杉山友宣
- グレーディング：黒部尊仁
- MA：岡田岳
- 選曲：高島慎太郎
- TK：伊藤裕子
- リサーチ：亀田貴誠、川崎浩子、木村友香
- アドバイザー：竹村武司
- 編成：加藤丈博
- 宣伝：久永洋平
- PR：小柳麻希子
- 協力：共テレ、Ray、アートフォー
- AD：占部由稀、後藤孝道、中野亮太、西尾友里、長坂光瑛
- AP：磯崎千絵、尾上沙碧、柴垣早智子、佐々木亜季実、堤香奈子
- ディレクター：岡野耕太、新井田洋、平井恵祐、菊地諒、甲斐絢子
- 演出：前田真人
- プロデューサー：伊藤才聞
- チーフプロデューサー：松本彩夏
- 製作：TBS、イースト・エンタテインメント